# Ornithospila sundaensis
Ornithospila sundaensis är en fjärilsart som beskrevs av Holloway 1976. Ornithospila sundaensis ingår i släktet Ornithospila och familjen mätare. Inga underarter finns listade i Catalogue of Life.